# All Shall Perish
Gli All Shall Perish sono una band deathcore di Oakland (California). Questo gruppo combina assieme sound metalcore, technical death metal, grindcore e hardcore punk.

## Storia del gruppo
Il gruppo si è formato nel 2002 come nuovo progetto degli ex chitarristi degli Antagony, Caysen Russo e Beniko Orum. Attualmente è sotto contratto con la Nuclear Blast che ha ristampato il primo album Hate, Malice, Revenge nel 2005, inizialmente uscito per l'etichetta giapponese Amputated Vein Records nel 2003.
Nel 2006 è uscito il secondo album, The Price of Existence, e il primo singolo Eradication è circolato su MTV2.
Il 16 settembre 2008 è uscito l'album Awaken the Dreamers.
Il 3 marzo 2011 la band ha pubblicato il singolo Divine Illusion, estratto dall'album This Is Where It Ends, uscito il 26 luglio dello stesso anno.
Il 4 ottobre 2013 il cantante Hernan Hemida entra nei Suicide Silence ed esce dagli All Shall Perish.
Il 20 aprile 2019, la band ha rivelato di essere al lavoro su un nuovo album. Un anno dopo, il 21 aprile 2020, il cantante Hernan "Eddie" Hermida ha annunciato lo scioglimento della band.

## Formazione
Membri Attuali
- Hernan "Eddie" Hermida -

voce (2003-2013, 2024-)
- Chris Storey – chitarra (2003-2009, 2015-2020  , 2024-)
- Ben Orum - chitarra (2002-2012, 2015-2020, 2024  -)
- Matt Kuykendall – batteria (2002-2010, 2015-2020  , 2024-)

Ex componenti
- Mike Tiner - basso (2002-2015)
- Caysen Russo – chitarra

(2002-2003), basso
(2015-2020)
- Craig Betit –voce (2015-2020)
- Jason Richardson – chitarra

(2009-2010)
- Francesco Artusato –chitarra  (2015-2020)
- Adam Pierce – batteria (2010-2015)
- Rob Maramonte - chitarra(2012-2015)

Turnisti
- Bray Almini – basso (2007)
- Luke Jaeger– chitarra (2008-2009)

Timeline

## Discografia

### Album in studio
- 2005 – Hate, Malice, Revenge
- 2006 – The Price of Existence
- 2008 – Awaken the Dreamers
- 2011 – This Is Where It Ends

### Demo
- 2003 – Demo 2003